# Зазулин, Николай Афанасьевич
Зазулин Николай Афанасьевич (род. 1 декабря 1934 года, село Сереброво, Михайловский район, Сталинградский край, ныне в составе Волгоградской области) – советский и российский военачальник, генерал-полковник (1992).

## Биография
Из крестьянской семьи. Окончил восьмилетнюю школу в родном селе, среднюю школу в городе Михайловке.
В Советской Армии с 1954 года. В 1957 году окончил Орджоникидзевское военное автомобильное училище, в 1965 году — Военную академию тыла и транспорта. Служил командиром автомобильного взвода, был заместителем начальника автопарка по технической части, начальником автомобильного парка автобазы Министерства обороны, начальником отдела в Административно-хозяйственном управлении Министерства обороны СССР, начальником отдела автотранспортной службы и начальником автомобильной и бронетанковой службы Военно-Морского Флота СССР.
В 1987—1988 годах — заместитель начальника Административно-хозяйственного управления МО СССР. С 1988 года — первый заместитель начальника Главного автомобильного управления  МО СССР. С сентября 1991 — начальник Главного автомобильного управления МО СССР. С декабря 1991 года — начальник Главного автомобильного управления Объединённых вооружённых сил государств — участников Содружества Независимых Государств. С июля 1992 года — начальник Главного автомобильного управления Министерства обороны Российской Федерации. Под руководством Зазулина велись опытно-конструкторские работы по созданию автомобильной техники 5-го поколения. За создание и освоение производства семейства двухзвенных плавающих гусеничных транспортёров высокой проходимости и большой грузоподъёмности удостоен Государственной премии.
После реорганизации системы центрального управления Вооружённых Сил и объединения Главного автомобильного управления с Главным бронетанковым управлением в единое Главное автобронетанковое управление Минобороны России в январе 1995 года вышел в отставку.
Живёт в Москве. Был одним из руководителей Ассоциации международных автомобильных перевозчиков (АСМАП). Затем работал в коммерческой фирме в области авиационного моторостроения. Академик Академии транспорта России. Кандидат военных наук.

## Награды
Награждён орденами Красной Звезды, «За службу Родине в Вооружённых Силах СССР» 3-й степени, медалями.
Лауреат Государственной премии Российской Федерации в области науки и техники за 1994 год.